# Războiul de Șase Zile
Războiul de Șase Zile (în arabă حرب الأيام الستة, harb al-ayyām as-sitta, ebraică מלחמת ששת הימים, Milhemet Sheshet Ha‑Yamim  , engleză Six-Day War sau Six Days' War) a fost un conflict armat între Israel și alianța formată din statele arabe Egipt, Iordania și Siria. Acest război a durat între 5 și  10 iunie 1967. În urma victoriei militare asupra coaliției arabe, Israelul a ocupat Fâșia Gaza, Peninsula Sinai, Platoul Golan și Cisiordania. Războiul de Șase Zile a fost cel de-al treilea conflict armat arabo-israelian.

## Evenimentele care au dus la război

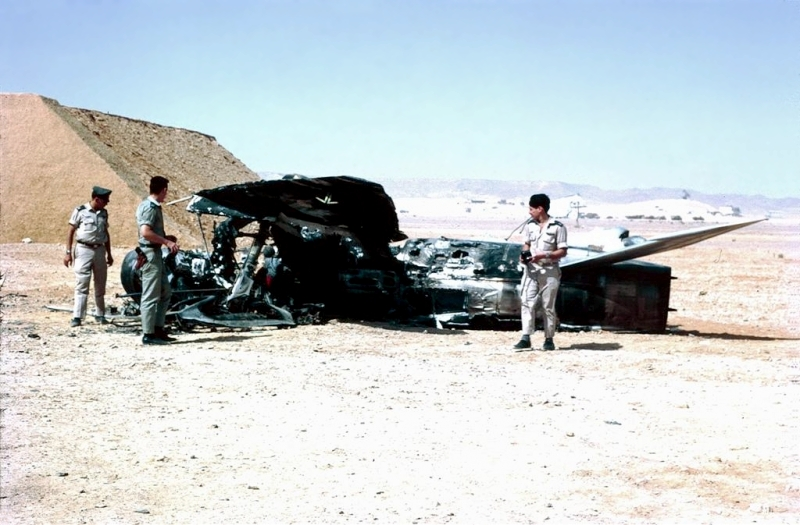
Ofițeri ai forțelor aeriene israeliene lângă un avion egiptean care a fost doborât în Sinai în timpul Războiului de Șase Zile

La începutul anului 1967 observatorii politici nu considerau iminentă izbucnirea unui război între Republica Arabă Unită sub conducerea lui Gamal Abdel Nasser și Israel. Henry Laurens nu este de acord cu teoriile culpabilității unilaterale ale părților beligerante, ci este de părere că războiul din 1967 a fost cauzat de erori diplomatice și strategice ale ambelor părți.. 
Tensiunea dintre Israel și vecinii săi arabi a crescut în mod continuu, începând din anul 1964, când Israelul a deviat cursul Iordanului pe teritoriul său și Siria a încercat, la rândul ei, să schimbe cursul afluenților acestui râu. Demersurile siriene au eșuat datorită bombardamentelor israeliene și lipsei de implicare a Iordaniei și a Libanului în conflict. În acea perioadă nici unul din statele coaliției arabe nu recunoscuse existența statului Israel, dar au acceptat de facto situația creată prin superioritatea Israelului din punct de vedere militar. În plus, statele arabe erau dezbinate de conflictul dintre forțele "progresiste" pro-sovietice și cele "conservatoare", care promovau interesele pro-occidentale. Israelul se simțea de mai mult timp periclitat de influența Uniunii Sovietice. Siria sprijinea cu ajutorul Moscovei mișcările de gherilă de pe teritoriul său, care se orientau mai ales împotriva dominației israeliene asupra zonelor dintre Siria și Israel, demilitarizate în urma armistițiului din 20 iunie 1949. Itzhak Rabin, pe atunci comandantul Statului Major al armatei israeliene, a încercat, printr-o politică militară agresivă, să consolideze această hegemonie și să transfere conflictul armat pe teritoriul Siriei, convins de suportul american și de diferențele insurmontabile dintre guvernul lui Nasser și partidul Baath care se afla la putere în Siria. 
Palestinienii au devenit activi din punct de vedere politic și militar. Astfel, în anul 1964 a fost înființată Organizația pentru Eliberarea Palestinei (OEP) iar în 1965 au fost comise primele acte de terorism ale mișcării Fatah. Guvernele arabe au adoptat în diplomație un ton anti-israelian mai militant, probabil și datorită presiunii palestiniene. Scopul acțiunilor militare israeliene împotriva Siriei trebuie văzut și din perspectiva acestei evoluții, Siria fiind în acea perioadă principalul susținător al intereselor palestiniene.  
În concepția lui Rabin în calitate de comandant al Statului Major al armatei israeliene, securitatea Israelului nu putea fi garantată decât printr-un acord de pace la care să adere toate statele arabe. În lipsa unui asemenea acord, Rabin și Statul Major se considerau îndreptățiți să extindă spațiul controlat de Israel la nord până la cursul râului Litani (de pe teritoriul actual al Libanului de sud), la est până pe valea Iordanului și la sud până la Canalul Suez, pentru a asigura apărarea statului Israel. Se pare că premierul Levi Eshkol nu a fost convins decât de extinderea până la Litani, datorită importanței strategice a râului ca resursă hidrografică. În orice caz, acest plan nu ar fi putut fi pus în aplicare fără sprijin internațional. Într-o situație în care nici măcar suportul militar american nu era o certitudine, după cum se dovedise în Criza Suezului, este deci puțin probabil ca Statul Major israelian să fi inițiat cu de la sine putere ocuparea Cisiordaniei și a Peninsulei Sinai. În orice caz, în realitatea instituțională din Israel, nu armata ci guvernul civil este factorul care a luat deciziile politice și strategice. Israelul nu a efectuat mișcări de trupe în acest sens, dar mobilizarea forțelor de rezerviști putea fi efectuată în scurt timp.
Totuși, la 13 mai 1967, Uniunea Sovietică își avertizează aliații de la Cairo și Damasc asupra iminenței unei invazii israeliene în Siria. Avertismentul se baza pe informațiile serviciilor secrete și își găsea o anumită justificare atât prin amenințările Israelului la adresa partidului Baath, cât și prin două incidente militare. La 13 noiembrie 1966, armata israeliană a atacat satul cisiordanian Samu, sub motivul urmăririi adepților mișcării Fatah. La data de 7 aprilie 1967, aviația  israeliană a doborât șase avioane  militare de tip MIG din aviația militară a Siriei. 
Ca urmare a avertismentului sovietic, începând din 14 mai 1967, Egiptul a mobilizat unități de luptă în Peninsula Sinai, după ce obținuse, fără mari împotriviri de la ONU, retragerea trupelor UNEF (United Nations Emergency Force). Aceste forțe internaționale supravegheaseră până atunci respectarea acordului de încetare a ostilităților provocate de Criza Suezului din 1956. Prin evacuarea UNEF-ului s-au creat zone de tangență directă între cele două armate, care puteau duce, în scurt timp, la o invazie egipteană a Israelului. Această demonstrație de forță a Egiptului era, în primul rând, un avertisment la adresa Israelului, dar, implicit, avea și scopul de a convinge Iordania să adopte o poziție mai fermă în acest conflict. 
Israelul s-a văzut, astfel, pus în situația pe care a încercat să o evite în 1956, fiind obligat să accepte prezența militară egipteană în apropierea granițelor sale. Temerile Israelului privind securitatea sa s-au materializat la 17 mai 1967, când două avioane egiptene de supraveghere, decolate din Iordania, au zburat deasupra reactorului atomic de la Dimona, fără a putea fi oprite de unitățile anti-aeriene israeliene. În urma acestui act de agresiune, guvernul israelian a luat în considerare eventualitatea unui atac aerian al Egiptului împotriva centralelor atomice israeliene, precum și justificarea unui asemenea atac pe plan internațional. În aceste circumstanțe, guvernul israelian a ordonat armatei mobilizarea forțelor de rezervă.
La 22 mai 1967, Nasser a continuat politica de provocare beligerantă prin blocarea Strâmtorii Tiran pentru transportul naval israelian. Această blocadă maritimă a restabilit starea de fapt care, în 1956, a dus la conflictul cu Israelul. De asemenea, Nasser a supraestimat puterea militară a Egiptului și a considerat că Israelul este incapabil să pornească un război pe două fronturi fără sprijinul efectiv al S.U.A., care, din 1956, era implicată militar în conflictul din Vietnam. Se pare că și în cadrul Statului Major egiptean au existat forțe care au promovat o exacerbare a conflictului cu Israelul. Aceste forțe elaboraseră planurile unei operațiuni militare de ocupare a Deșertului Negev, pentru a asigura legătura teritorială cu Iordania. Aceste planuri au fost respinse de Nasser,care se considera un reprezentant al forțelor "progresiste" din lumea islamică și se arăta critic față de "forțele reacționare" din Iordania, Arabia Saudită și Iran. Prin blocarea strâmtorii Tiran, Nasser a câștigat o imensă popularitate în lumea arabă. Devenit protagonistul propagandei anti-israeliene, Nasser a reușit să atragă Iordania în coaliția sa, pentru a convinge, apoi, Arabia Saudită să susțină, cu unele rezerve, cauza egipteană. Ca om politic, mai degrabă moderat, Nasser s-a lăsat antrenat de dinamica acestei propagande și a încurajat mass-media să răspândească lozinci care anunțau distrugerea iminentă a Israelului. În general, Occidentul a respins cu indignare formulele propagandei arabe iar sloganul "Aruncați-i pe evrei în mare", care nu a fost exprimat politic, ci în cadrul unor comentarii satirice din presă. Acest gen de propagandă s-a dovedit a fi dezastruos pentru imaginea arabilor pe plan mondial, discreditând cauza palestiniană, în special, în Europa. 
Statul Major General al Armatei Israeliene a încercat să convingă guvernul israelian de  necesitatea unei reacții militare la blocarea Strâmtorii Tiran. Se pare că acest incident a surprins armata israeliană, deoarece serviciile secrete nu reușiseră să recunoască o finalitate în acțiunile de multe ori contradictorii inițiate de Nasser. Premierul Eshkol a căutat, în continuare, o soluționare a crizei pe cale diplomatică. Pe plan internațional, se întrevedea o atitudine critică față de blocarea strâmtorii, dar, inițial, atât Washington-ul, cât și Londra s-au exprimat împotriva unui război cauzat de această blocare. De Gaulle a mers chiar mai departe și a declarat ministrului de externe israelian Abba Eban că Franța se va opune părții care va declanșa războiul. Deși președintele Johnson a asigurat Israelul de sprijinul american, Nasser a interpretat aceste reacții diplomatice drept o încurajare a politicii sale axate pe o confruntare menită să slăbească nu numai Israelul, ci și Arabia Saudită și Iordania ca aliați ai S.U.A. De aceea, Nasser a refuzat toate propunerile care vizau găsirea unui compromis cu privire la blocarea Strâmtorii Tiran. Nu mai era demult vorba doar de interesele Israelului sau ale Egiptului, ci de chestiunea controlului asupra rezervelor de petrol și a potențialului financiar din Orientul Mijlociu. O implicare a S.U.A. sau a Marii Britanii în conflict de partea Israelului ar fi determinat o mai mare popularitate a nasserismului în lumea arabă și, implicit, creșterea credibilității Uniunii Sovietice în regiune. 

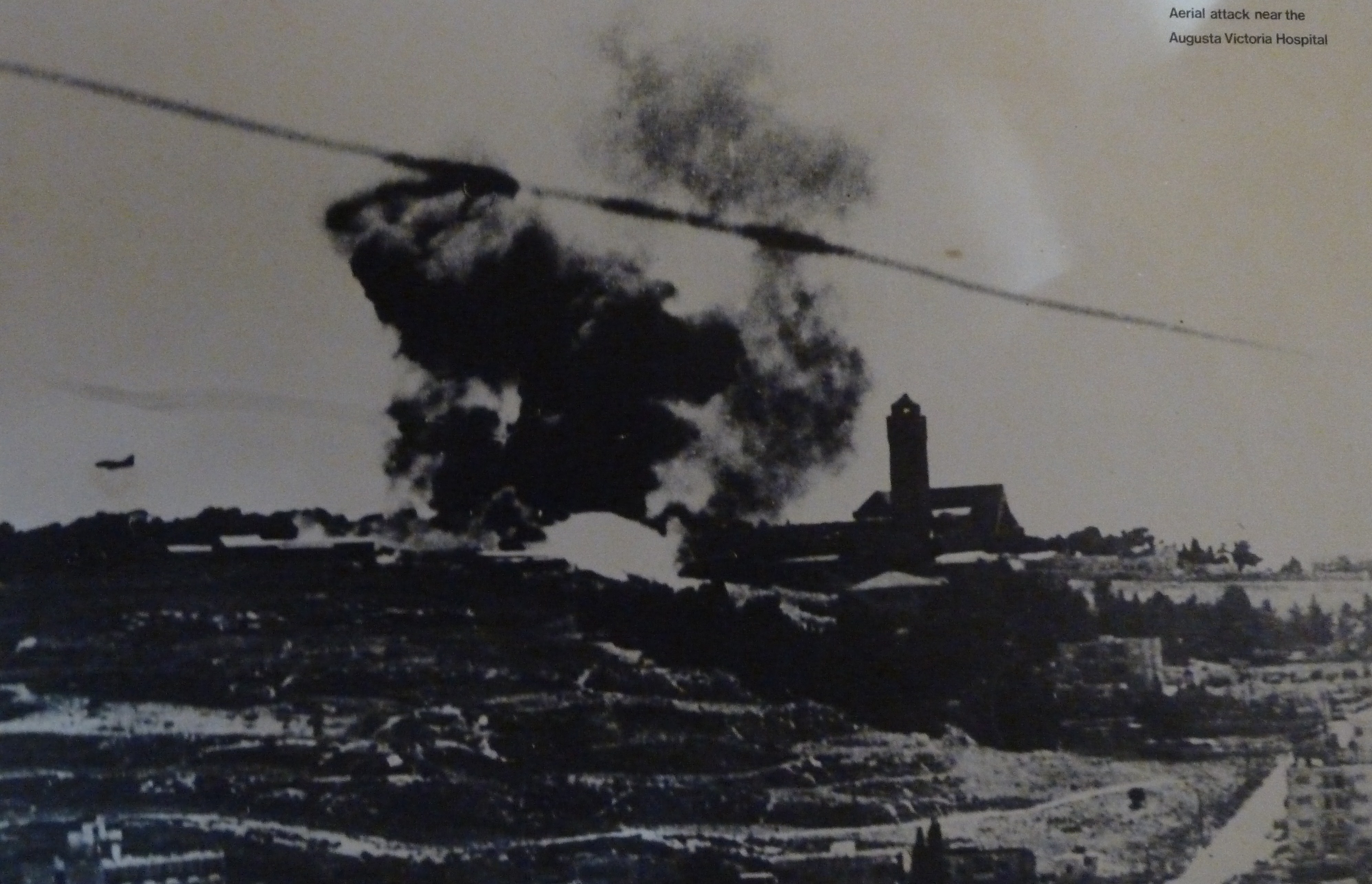
Atac aerian israelian asupra unei ținte iordaniene în Ierusalim

Nemulțumit de atitudinea expectativă a occidentului și a guvernului Eshkol, generalul Ariel Sharon nu a ezitat să vorbească despre eventualitatea unui puci. După aderarea Arabiei Saudite la coaliția egipteano-iordaniană, guvernul israelian a fost supus unei mari presiuni din partea armatei și a opoziției interne de dreapta, care au cerut luarea de măsuri urgente împotriva amenințărilor militare și a poziționării strategice provocatoare a Egiptului. Cu scopul de a ajunge la o coaliție internă, guvernul israelian a fost dizolvat de Levi Eshkol pe data de 1 iunie 1967. Premierul Eshkol a alcătuit, după aceea, un Guvern al Unității Naționale, în care Moshe Dayan a fost numit ministru al Apărării, iar conducătorul blocului de opoziție de dreapta Gahal, Menachem Begin, a fost numit ministru fără portofoliu. Cei doi politicieni au susținut în mod deschis o expansiune teritorială a statului Israel, mai ales în zona Cisiordaniei. 
Pe data de 4 iunie 1967, consilierul președintelui american în chestiuni de securitate a semnalizat, printr-un memorandum, aprobarea unei acțiuni militare israeliene. În aceeași zi,  având în vedere avantajul strategic obținut de Egipt prin blocarea strâmtorii Tiran, guvernul israelian a hotărât începerea ofensivei militare împotriva coaliției arabe..

## Cronologia conflictului militar
5 iunie - Forțele aeriene israeliene bombardează simultan, începând de la ora 7.45, unsprezece baze aeriene egiptene, distrugând astfel o mare parte din aviația militară a Egiptului.
6 iunie - Trupele israeliene ocupă Fâșia Gaza. Unități israeliene de tancuri pătrund în Peninsula Sinai.
7 iunie - Israelul cucerește malul stâng al Iordanului și partea de est a Ierusalimului, care va fi anexată Israelului pe data de 27 iunie 1967.
8 iunie - Tancurile israeliene ajung până la Canalul Suez, deși forțele egiptene erau mult superioare numeric celor israeliene în această zonă de conflict. Egiptul capitulează.
9 iunie - Forțele armate israeliene atacă Siria și cuceresc, după lupte grele, mare parte din Platoul Golan, inclusiv orașul Quneitra (Al Qunaytirah'). Gamal Abdel Nasser, președintele Egiptului, își declară demisia, dar își va retrage peste o zi această declarație, în urma demonstrațiilor masive în favoarea sa.
10 iunie - Încetarea ostilităților. După război, Israelul domină  un teritoriu de aproape patru ori mai mare decât la începutul războiului. 400.000 palestinieni se refugiază în Iordania.

## Armele folosite în conflict
Cu excepția Iordaniei, arabii se bazau, în principal, pe echipament militar sovietic. Armata Iordaniei era echipată cu arme americane și forțele sale aeriene erau compuse din avioane de producție britanică. Armele israeliene erau, în principal, de origine occidentală, forțele sale aeriene fiind compuse, în principal, din avioane de producție franceză, în timp ce blindatele erau de producție americană și britanică. Unele arme de infanterie, ca, de exemplu, cunoscutul Uzi erau de origine israeliană. 
| Tip                | Armatele arabe | IDF |
| ------------------ | --- | --- |
| Vehicule blindate  | Egipt, Siria și Irak foloseau T-34/85, T-54, T-55, PT-76, și SU-100/152 tunuri autopropulsate din cel de-al Doilea Război Mondial. Iordania folosea tancuri M-47, M-48, M-48A1 Patton. Siria folosea și Panzer IV | M50 (Super Sherman) și M51 Sherman, M48A3 Patton, Centurion, AMX-13. Înainte de izbucnirea războiului tancurile Centurion au fost îmbunătățite cu tunuri britanice Royal Ordinance L7 de 105 mm. Tancurile Sherman au suferit, de asemenea, modificări substanțiale, incluzând un tun mai mare de 105 mm cu viteză medie de fabricație franceză, turelă reproiectată, șenile mai late, blindaj și îmbunătățiri ale motorului și suspensiei. |
| TB-uri/MLI-uri     | TB-uri BTR-40, BTR-152, BTR-50, BTR-60 | Semișenilate M2 și M3 |
| Artilerie          | obuziere M1937, lansatoare de rachetă BM-21 Grad, obuziere 2A18 (D-30) de 122 mm, Tunuri M1954 de 130 mm, obuziere autopropulsate M-52 de 105 mm (folosit de Iordania)                                            | Obuziere autopropulsate M50 și mortiere autopropulsate Makmat 160 mm, obuziere de 155 mm Model 50, obuziere autopropulsate AMX 105mm. |
| Avioane            | MiG-21, MiG-19, MiG-17, Su-7B, Tu-16, Il-28, Il-18, Il-14, An-12, Hawker Hunter folosite de Iordania și Irak. | Dassault Mirage III, Dassault Super Mystère, Sud Aviation Vautour, Dassault Mystere IV, Dassault Ouragan, avion de antrenament Fouga Magister pregătite pentru misiuni de atac, precum și avioane se transport militare Nord 2501IS. |
| Elicoptere         | Mi-6, Mi-4 | Super Frelon, Sikorsky S-58 |
| Arme antiaeriene   | S-75 Dvina, autotun antiaerian mobil ZSU-57-2 | MIM-23 Hawk, Bofors 40 mm |
| Arme de infanterie | Pistol mitralieră Port Said, AK-47, RPK, RPD, DShK HMG, B-10, B-11 | Uzi, FN FAL, FN MAG, AK-47, M2 Browning, Nord SS.10, RL-83, tunul fără recul M40 de 106 mm montat pe jeep. |

## Războiul din perspectiva internațională

Parașutiști israelieni lângă Zidul Plângerii din Ierusalim, la scurt timp după capturarea acestuia

După blocarea Strâmtorii Tiran de către Egipt, armata și guvernul israelian au ajuns să aibă opinii diferite în privința soluționării conflictului. Ca urmare, ministrul de externe Abba Eban a făcut vizite la Paris și Washington. Generalul de Gaulle a declarat, cu acea ocazie, că Franța se va opune oricărei părți care va declanșa războiul.
Guvernele Marii Britanii și S.U.A. au condamnat blocarea strâmtorii și au propus, ca acțiune internațională de valoare simbolică, organizarea unei "Regate a Mării Roșii", un fel de demonstrație pentru libertatea căilor maritime din Golful Aqaba. Președintele Lyndon B. Johnson a declarat, la 26 mai 1967, că, deși prefera o soluționare politică a conflictului, S.U.A. nu vor lăsa singur Israelul atâta timp cât acesta nu va lua decizii de unul singur: "Israel will not be alone unless it decides to go alone". Odată eșuată inițiativa pentru "Regata Mării Roșii", atât guvernul american, cât și cel britanic au întrevăzut pericolul blocării Canalului Suez și deci al circuitului transportului de petrol. În plus, Marea Britanie se temea, în caz de război, de o devalorizare a lirei sterline ca urmare a unei eventuale retrageri de capital arab din băncile britanice. 
După implicarea Arabiei Saudite în conflict și dizolvarea guvernului Eshkol, Statele Unite au renunțat, probabil,  la opțiunea de rezolvare pe cale pașnică a conflictului și au lăsat mână liberă Israelului. Vizita lui Meir Amit, șeful Mossad-ului, la Washington, pe 31 mai 1967, a avut un rol hotărâtor în schimbarea atitudinii Statelor Unite față de Israel. Acesta a convins atât conducerea CIA, cât și pe Secretarul pentru Apărare, Robert McNamara, de valabilitatea teoriei lui Eisenhower despre efectul de domino în zona arabă. La 3 iunie 1967 Secretarul de Stat american Dean Rusk a recunoscut, printr-o circulară expediată ambasadelor americane din Orientul Mijlociu, imposibilitatea unei reconcilieri între ideea de "Război Sfânt", propagată de statele arabe, și "psihologia apocaliptică" israeliană, anunțând faptul că S.U.A. nu va mai împiedica o acțiune militară a Israelului. A doua zi, la 4 iunie 1967, această poziție a devenit publică prin memorandumul în care Walt W. Rostow, consilier de securitate la Casa Albă, expunea eventualele consecințe ale unui atac israelian. Conform prognozelor lui Rostow, chiar și statele arabe "moderate" ar fi preferat ca Israelul și nu o forță străină regiunii să învingă Egiptul. Perspectivele Orientului Mijlociu erau puse în relație cu dezvoltarea economică și cu o intensificare a colaborării interregionale. În document a fost menționată și necesitatea rezolvării problemei refugiaților palestinieni ca o condiție a acceptării statului Israel de către arabi. Totuși, memorandumul lui Rostow a determinat o radicalizare a partidelor de stânga din lumea arabă, care își vedeau acum confirmate teoriile de conjurație ale forțelor "imperialiste" și "sioniste" care fuseseră lansate odată cu intensificarea colaborării militare dintre Israel și S.U.A. din timpul administrației Kennedy.    
Poziția U.R.S.S. a fost ambiguă înainte de izbucnirea războiului, probabil datorită unei disensiuni în cadrul Biroului Politic al C.C. Au existat atât demersuri pentru atragerea S.U.A. în conflictul din Orientul Mijlociu, prin avertismentele date Egiptului, cât și împotriva escaladării situației la granița dintre Siria și Israel. După izbucnirea războiului, statele Pactului de la Varșovia, cu excepția României, au condamnat agresiunea israeliană. 
Poziția României, care întreținea relații politice și diplomatice cu Israelul și adoptase, în 1965, așa-numita "Declarație de independență" în politica externă, a fost interpretată de Uniunea Sovietică drept o sfidare. Uniunea Sovietică a explicat poziția României prin interesul acesteia ca Israelul și S.U.A. să susțină candidatura lui Corneliu Mănescu la președinția Adunării Generale a ONU. După Războiul de Șase Zile, Israelul a inițiat deschiderea unei linii diplomatice cu R. P. Chineză, prin intermediul României. Pentru România începea o perioadă de îmbunătățire a relațiilor cu Occidentul..